# Valerie Mahaffey
Valerie Mahaffey est une actrice de télévision et de cinéma américaine, née le 16 juin 1953 sur l'île de Sumatra (Indonésie) et morte le 30 mai 2025 à Los Angeles (Californie).

## Biographie

### Jeunesse et éducation
Bien qu'étant née en Indonésie, Valerie Mahaffey grandit dans la ville américaine d'Austin, la capitale de l'État du Texas. Elle sort diplômée de l'université du Texas à Austin en 1971, à l'âge de 18 ans. 

### Carrière
Sa carrière d'actrice débute en 1977 avec le téléfilm Tell Me My Name et sa notoriété devient plus importante lorsqu'elle joue dans la série Bienvenue en Alaska, qui lui fait gagner un Emmy Award en 1992. Plus tard, elle joue dans la série Wings, puis dans Desperate Housewives, où elle interprète Alma Hodge, l'ex d'Orson. Au cinéma, elle joue dans quelques films, dont Un Indien à New York en 1997. De 2013 à 2016, elle incarne Olivia Rice, une femme aigrie et névrosée. Elle est toujours amoureuse de son ex-mari, dans la série Devious Maids. Depuis 2019, elle interprète Lorna Harding, la mère de Ted, dans la série Dead to Me.

### Vie privée
Elle se marie à l'acteur Joseph Kell, avec qui elle a un enfant, Alice.  

### Mort
Valerie Mahaffey meurt le 30 mai 2025 à Los Angeles à l’âge de 71 ans.

## Distinction
- 1992 : Emmy Awards (Outstanding Supporting Actress in a Drama Series) avec Bienvenue en Alaska (Northern Exposure).

## Filmographie

### Cinéma
- 1986 : Mr. Bill's Real Life Adventures
- 1995 : Alarme totale (National Lampoon's Senior Trip)
- 1997 : Un Indien à New York (Jungle 2 Jungle)
- 1999 : Dinner at Fred's
- 2002 : Par 6
- 2003 : Pur Sang, la légende de Seabiscuit (Seabiscuit)
- 2004 : My First Wedding
- 2005 : A Previous Engagement
- 2011 : Jack et Julie (Jack and Jill) : Bitsy Simmons
- 2016 : Sully : Diane Higgins
- 2020 : French Exit d'Azazel Jacobs

### Télévision
- 1977 : Tell Me My Name : Alexandra / Sarah
- 1979 : The Doctors (en) : Ashley Bennett
- 1984 : Bizarre, bizarre : Jane (saison 7, épisode 15)
- 1986 : Prisonnières des Japonais (Women of Valor, téléfilm) : Lieutenant Katherine R. Grace
- 1986 : The Rise and Rise of Daniel Rocket : Alice
- 1986 : Fresno (mini-série) : Tiffany Kensington
- 1987 : Newhart : Jolene
- 1987 : Her Secret Life (téléfilm) : Becky
- 1989 : Perry Mason: The Case of the Musical Murder : D.A. Barbara August
- 1989 : Perry Mason: The Case of the All-Star Assassin : D.A. Barbara August
- 1990 : An Enemy of the People (téléfilm) : Mrs. Stockman
- 1990 : Le Père Dowling (Father Dowling Mysteries) : Justine Hemmings (saison 2, épisode 11)
- 1990 : Code Quantum : Mary Greely (saison 3, épisode 5)
- 1991 : Cheers : Valerie Hill
- 1991 : L'Équipée du Poney Express : Lottie
- 1991 : Ici bébé : Tammy Morrison
- 1991 : Seinfeld : Patrice (saison 3, épisode 2)
- 1991-1994 : Bienvenue en Alaska : Eve (5 épisodes)
- 1992 : Till Death Us Do Part (téléfilm) : Gail Bugliosi
- 1992 : Dream On : Helen Harley (saison 3, épisode 17)
- 1992-1993 : The Powers That Be : Caitlyn Van Horne (21 épisodes)
- 1993 : They (They Watch, téléfilm) : Chris Samuels
- 1994 : La Loi de Los Angeles : Andrea Rossoff
- 1994 : Chasseur de sorcières (Witch Hunt, téléfilm) : Trudy
- 1995 : Women of the House : Jennifer Malone (6 épisodes)
- 1995 : Wings : Sandy Cooper (3 épisodes)
- 1995-1996 : Le Client : Ellie Foltrigg (4 épisodes)
- 1996 : Caroline in the City : Alicia Crawford-Lane
- 1997 : George & Leo : Martha
- 1999 : Urgences : Joi Abbott (4 épisodes)
- 2000 : Love & Money : Gloria Barrell (saison 1, épisode 7)
- 2000 : Ally McBeal : Dr. Sally Muggins (saison 3, épisode 17)
- 2001 : Bush Président : Janet Rove (saison 1, épisode 7)
- 2001 : Les Nuits de l'étrange (Night Visions) : Sally Osgoode (saison 1, épisode 14)
- 2001 : Un bébé pas comme les autres (After Amy, téléfilm) : Virginia Hytner
- 2001 : Amy : Ms. Morlock
- 2001 : À la Maison-Blanche : Tawny Cryer
- 2002 : New York, unité spéciale : Brook Thornburg (saison 3, épisode 19)
- 2003 : Frasier : Peggy
- 2004 : FBI : Portés disparus : Bonnie Toland (saison 2, épisode 20)
- 2005 : Out of Practice : Barb (saison 1, épisode 3)
- 2006 : Crumbs : Carolyn Pierce (saison 1, épisode 3)
- 2006 : Les Experts : Dora Pomerantz (saison 7, épisode 8)
- 2006 : Desperate Housewives : Alma Hodge, l'ex-femme de Orson (saison 3)
- 2007 : Private Practice dans le rôle de Marilyn Sullivan (saison 1, épisode 6)
- 2007 : Raines : Arlene
- 2008 : Boston Justice : Mary Winston
- 2009 : United States of Tara : Dr. Ocean (saison 1, 7 épisodes)
- 2010 : Hannah Montana Forever : Ms. Jameson, directrice de l'université de Stanford
- 2010 : Raising Hope : Ms. Margin Carlyle, mère de Lucy Carlyle (saison 1, épisode 9)
- 2011 : Glee : Rose Pillsburry (saison 3)
- 2013 : Monday Mornings : Fran Horowitz
- 2013 : Grey's Anatomy : Donna Kaufman (saison 10, épisode 10)
- 2013-2015 : Devious Maids : Olivia Rice, l'ex-femme de Michael Stappord (Saisons 1 et 3)
- 2016 : The Mindy Project : Juliet
- 2016 : Le Maître du Haut Château : Susan
- 2018 : Young Sheldon : Mme Victoria MacElroy
- 2019 : Dead to Me : Lorna Harding
- 2020 : Big Sky : Helen Pergman

## Voix francophones
En France, Élisabeth Fargeot est la voix régulière de Valerie Mahaffey depuis 2004.